# Bad (песен)
Bad (в превод лош) е песен от аблума Bad на Майкъл Джаксън от 1987 година. Песента се изкачва до номер едно на Billboard Hot 100. Това е втората от общо пет песни от този албум, които достигат номер едно в класацията.
Намеренията за песента са да бъде дует с Принс, но този дует не се осъществява, най-вече заради текста на песента, с който Принс има проблем, особено с първото изречение „Your butt is mine“. Майкъл Джаксън прави 18-минутен видеоклип на тази песен. Режисьор на клипа е Мартин Скорсезе.